# Sindactilia

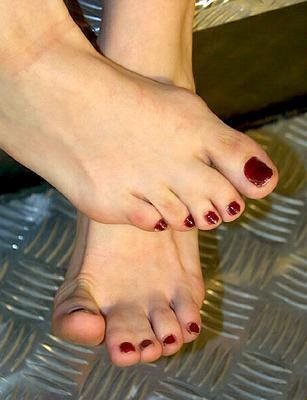
Fotografia de um pé com sindactilia

Sindactilia  é uma anormalidade embriológica que resulta na visível união entre dois ou mais dedos das mãos ou dos pés. A fusão ocorre tanto em partes moles, de fácil intervenção cirúrgica, como fusão óssea (sinostose). No primeiro caso, denominado sindactilia cutânea, não há degeneração da membrana existente entre os dedos, que normalmente ocorreria por apoptose. No segundo caso, a não separação dos ossos dos dedos (nesta etapa, chamados "raios digitais") acontece quando as depressões entre eles não se formam. Existem classificações diferenciadas das mãos podendo haver fusão óssea de dois ou mais dedos. Pode ser importante a rapidez da cirurgia, no caso das mãos, pois pode atrapalhar o crescimento de cada dedo havendo a possibilidade de deformidades angulares e perda de amplitude de movimento dos dedos.[carece de fontes?]

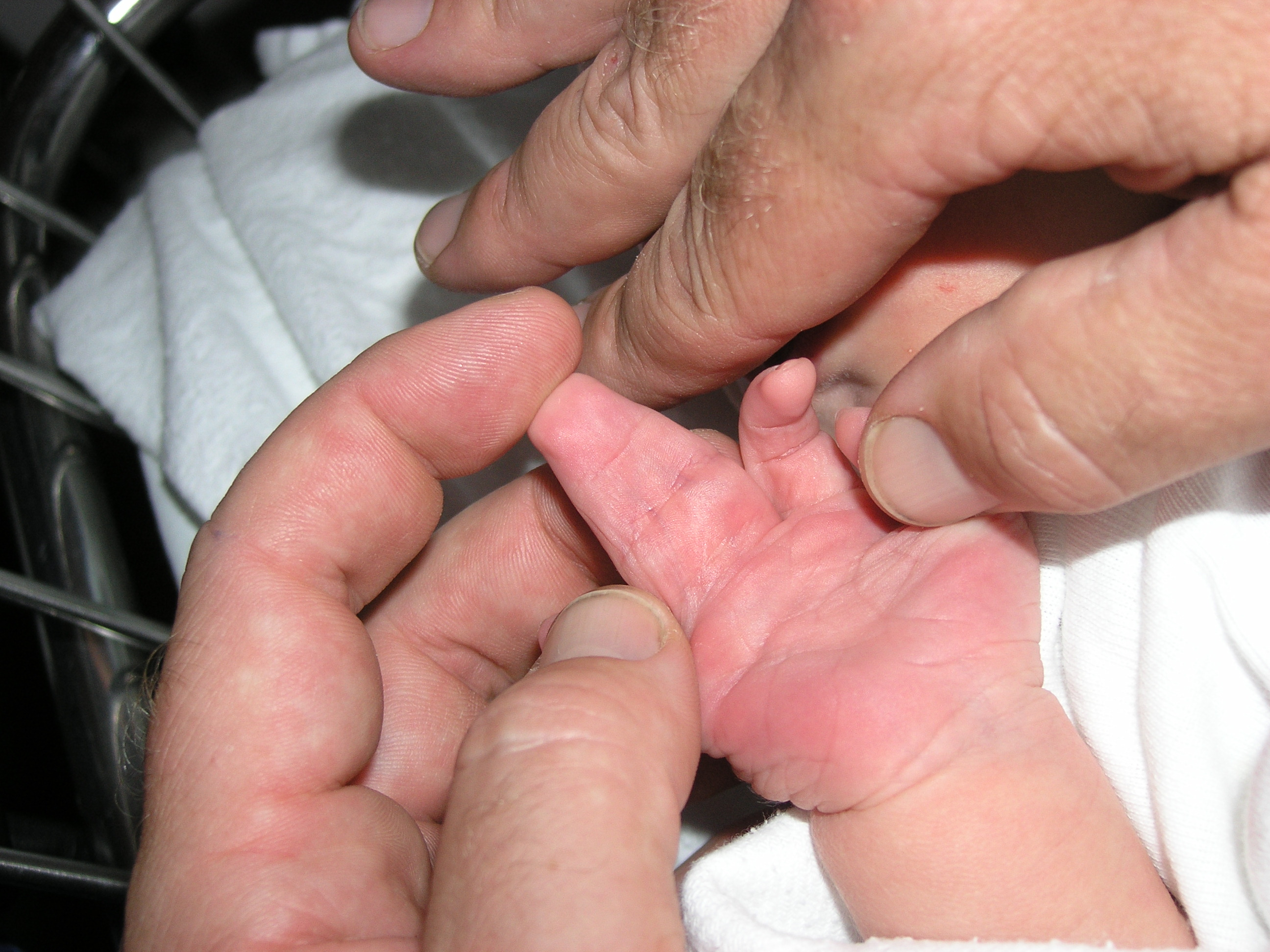
Mão de uma criança com sindactilia.

Alteração genética no período de gestação nos fatores de crescimento dos fibroblastos que se produz durante o processo de formação dos gâmetas. Esta ocorrência é esporádica e extremamente rara. A freqüência é estimada em 1 a cada 160 000 nascidos vivos. Não existe uma causa específica. Pode ser herdada de um dos pais (50% em sua descendência), transmissão do tipo autossômico dominante ou uma mutação nova, espontânea, desconhecendo-se as causas que geram esta mutação. Diz-se também que a freqüência da mutação em pais não afetados aumenta à medida que aumenta a idade do pai, sobretudo a partir dos 35 anos.[carece de fontes?]
Pode ser uma alteração observada na Síndrome de Apert.
Recentemente uma matéria mostrou que uma pequena comunidade, chamada Alappuzha, no sul da Índia possui 140 pessoas com a condição, entretanto eles não se submetem a nenhuma intervenção médica por motivos religiosos. 